# Снігові окуляри

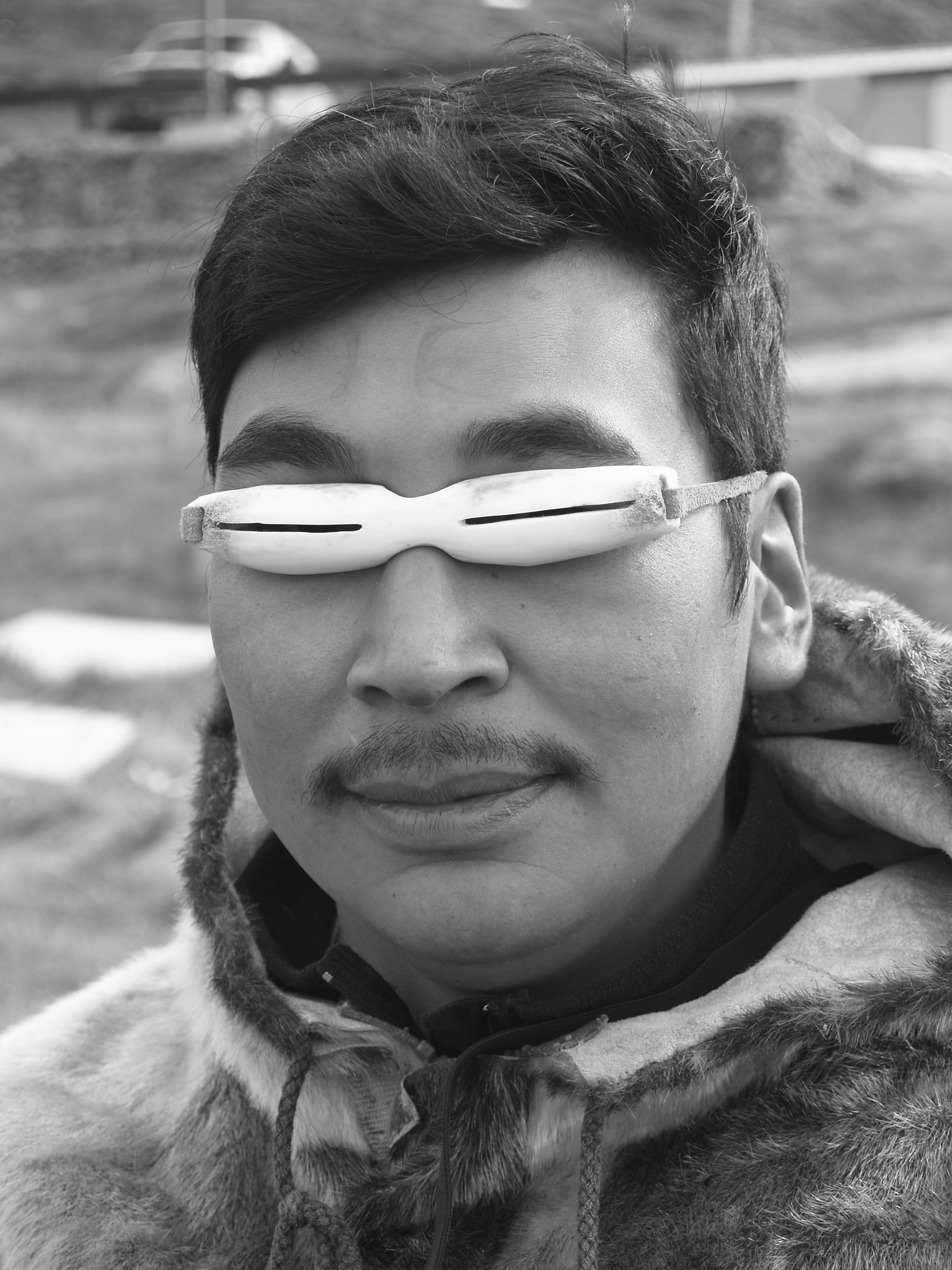
Окуляри інуїтів, виготовлені з рогів карібу та жилами карібу в якості ремінця

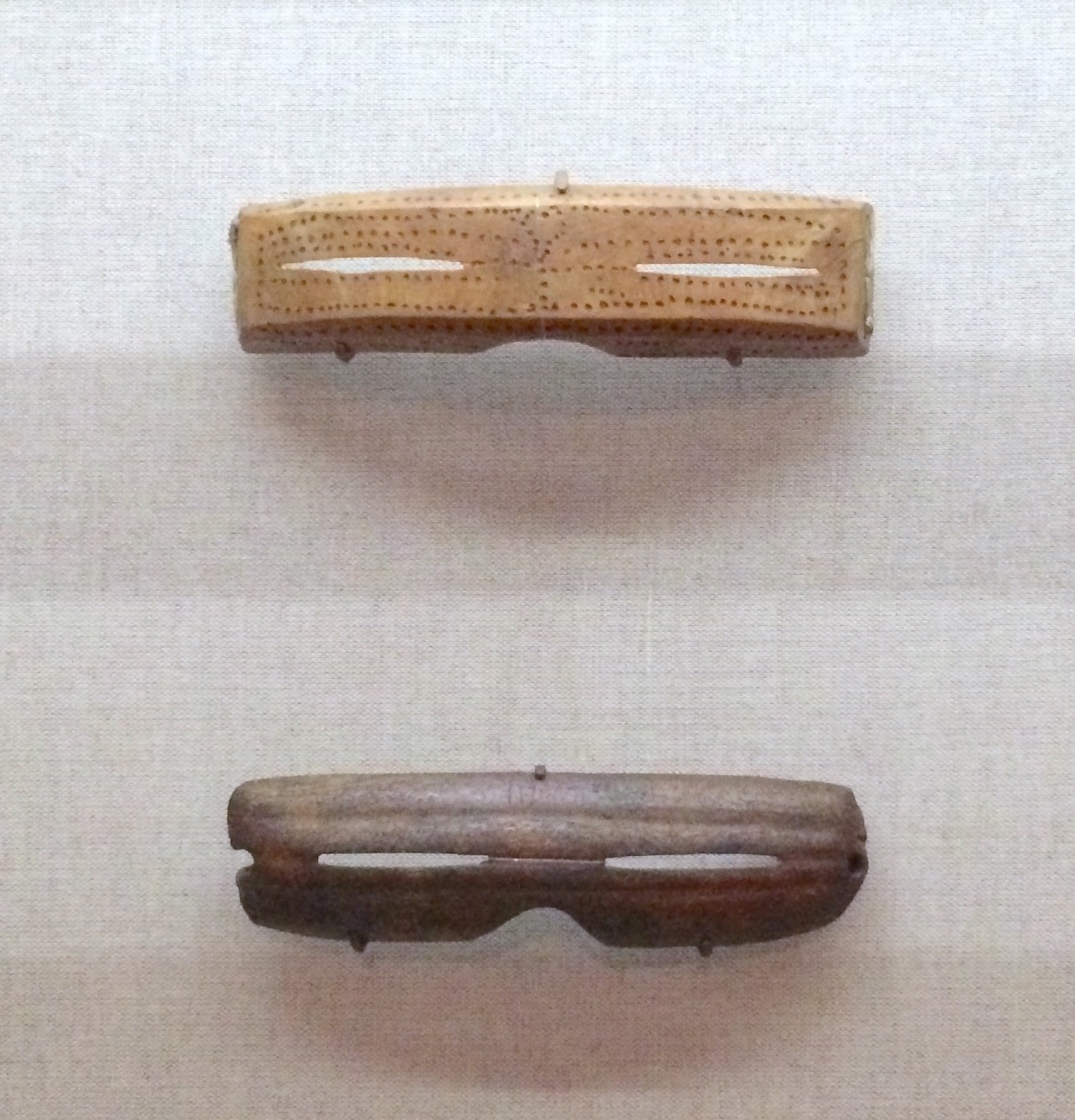
Снігові окуляри інуїтів з Аляски. Виготовлено з різьбленого дерева, 1880—1890 (зверху) та роги карібу 1000—1800 (внизу)

Снігові окуляри (інуктитут : ilgaak або iggaak, складове : ᐃᓪᒑᒃ або ᐃᒡᒑᒃ ; Central Yupik nigaugek, nigauget) — тип окулярів, які традиційно використовують народи інуїтів та народи юпіків Арктики, щоб запобігти сніговій сліпоті.
Окуляри традиційно виготовляються з корча (особливо ялини), кістки моржа, рогів карібу або в деяких випадках приморської трави. Заготовка вирізана так, щоб відповідати обличчю власника, а спереду вирізані один або кілька вузьких горизонтальних отворів. Окуляри мають щільно прилягати до обличчя, щоб світло потрапляло лише через щілини. На внутрішню частину іноді наноситься сажа, щоб зменшити відблиски. Щілини зроблені вузькими не тільки для зменшення кількості світла, що потрапляє в очі, але й для підвищення гостроти зору. Ширші прорізи забезпечують ширше поле зору.

## Термінологія
Подібно до інших термінів мови інуїтів, таких як інукхук/інуксук, різні слова можуть використовуватися в різних діалектах. На ківаллікському діалекті ilgaak (ᐃᓪᒑᒃ) використовується, тоді як діалект Північного Баффіна використовує iggaak (ᐃᒡᒑᒃ). Обидва слова також використовуються для позначення сонцезахисних окулярів.
У центральному Юп'їку снігові окуляри називають nigaugek, тоді як у Cup'ig вони igguag. По- сибірськи юпік вживається слово iyegaatek.